# Hyphessobrycon meridionalis
Hyphessobrycon meridionalis es una especie de pez de la familia Characidae en el orden de los Characiformes.

## Morfología
Los machos pueden llegar alcanzar los 4,6 cm de longitud total.

## Hábitat
Vive en zonas de clima tropical.

## Distribución geográfica
Se encuentran en Sudamérica: ríos Paraná y Uruguay, y cuencas fluviales costeras de Rio Grande do Sul (Brasil). Argentina, Brasil, Uruguay. 